# Vienne la rouge

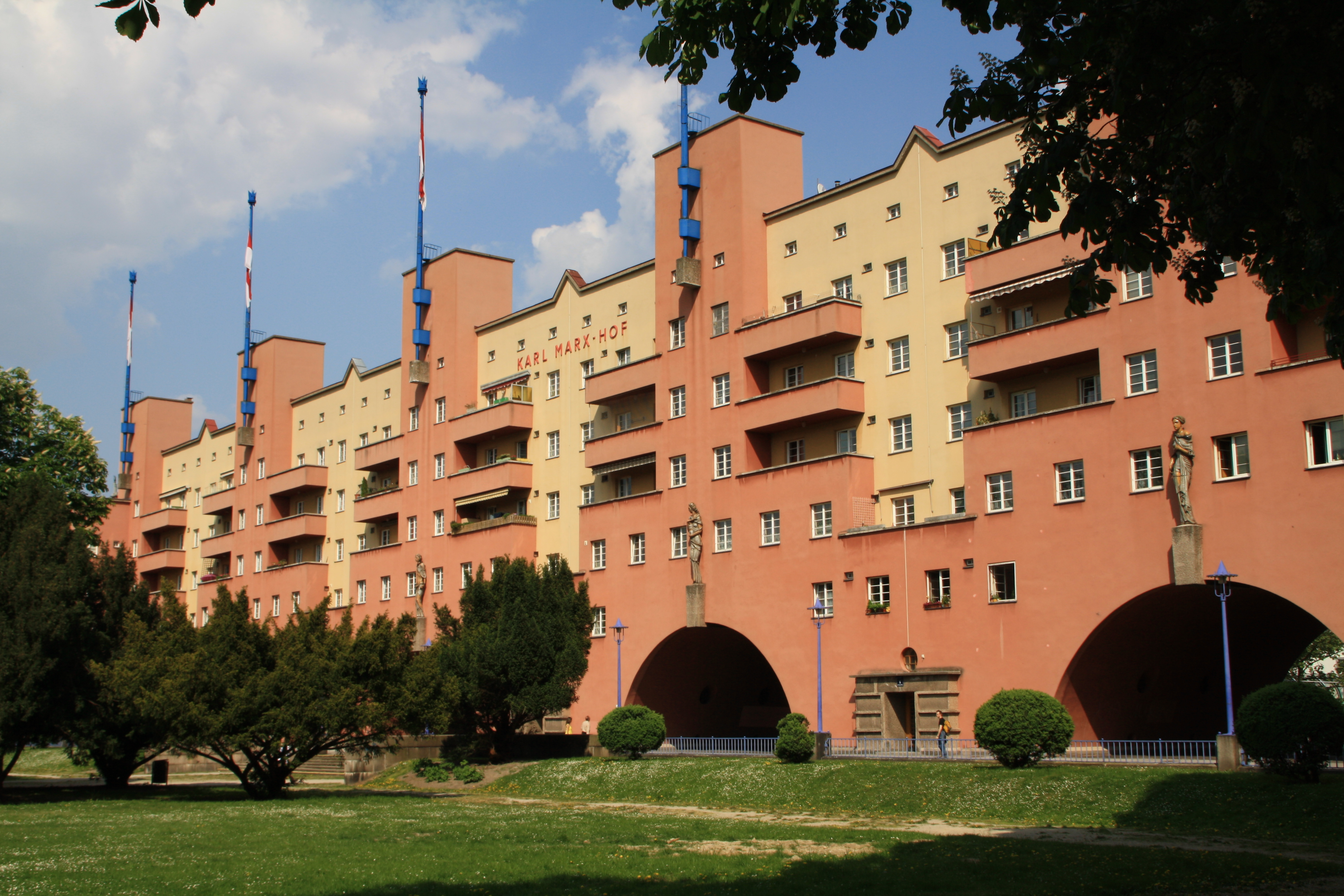
L'immeuble d'habitation Karl-Marx-Hof construit entre 1927 et 1930.

Vienne la rouge (das rote Wien ou rotes Wien) est le surnom de la capitale autrichienne de 1918 à 1934, alors qu'elle est dirigée par une coalition de sociaux-démocrates et de chrétiens-sociaux influencés par l'austromarxisme.

## Historique
Face à la domination au niveau national du Parti social-chrétien entre 1920 et 1934, la capitale devient une exception social-démocrate au sein d'un pays où les campagnes sont conservatrices et cléricales. Les administrations municipales viennoises forment ainsi des contrepoids aux gouvernements conservateurs successifs. 
C'est pendant cette période qu'est fondée à Vienne l'Union des partis socialistes pour l'action internationale, qui devient l'Internationale socialiste deux ans plus tard.
La municipalité sociale-démocrate développa une politique ambitieuse, avec notamment un vaste programme de constructions de logements ouvriers qui comprend 60 000 logements sociaux communautaires. De plus, des soins médicaux gratuits sont mis en place et une imposition proportionnelle aux revenus est instaurée. La culture est nettement mise en avant : l’ « Arbeiterbildung » (la formation et culture ouvrière) règne en maître, et la ville abrite de nombreux intellectuels et artistes réputés internationalement.
Les mouvements libertaires et communistes connaissent pendant cette période une plus grande liberté de ton, qui est réprimée à l'arrivée de l'austrofascisme, à l'image d'activistes comme Josef Gerl, condamné à mort à la suite d'un attentat contre le régime fasciste en 1934.
Les frères Jérôme et Jean Tharaud, de l'Académie française, sont les auteurs d'un ouvrage qui témoigne de cette période historique viennoise, Vienne la rouge, édité chez Plon en 1934.